# Erythronium caucasicum
Erythronium caucasicum es una especie de planta bulbosa perteneciente a la familia de las liliáceas. Es originaria del centro y oeste del Cáucaso y de los Montes Elburz en el norte de Irán.

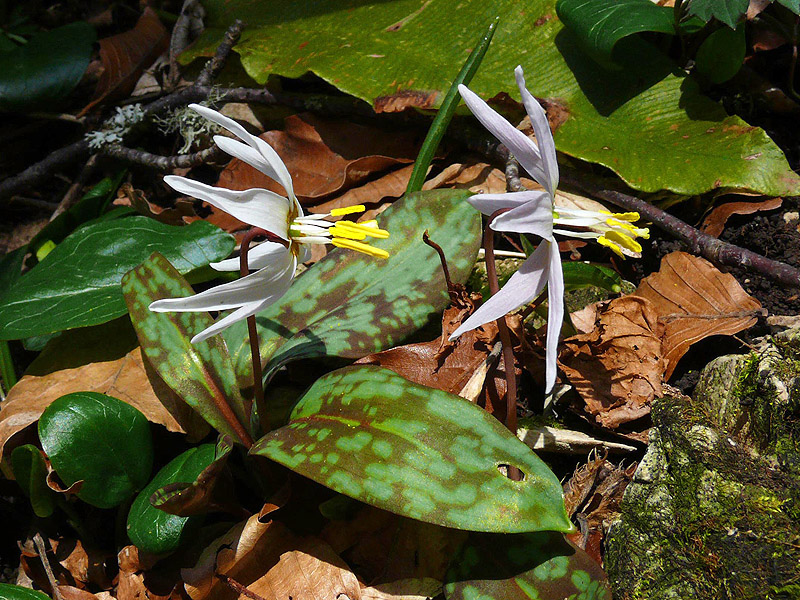
Detalle de la planta

## Descripción
Las hojas están manchadas, a diferencia de su pariente más cercano, Erythronium dens-canis, las anteras son de color amarillo. Los pétalos son generalmente de color blanco o amarillento.

## Taxonomía
Erythronium caucasicum fue descrita por  Yuri Vóronov y publicado en Trudy Bot. Inst. Akad. Nauk S.S.S.R., Ser. 1, Fl. Sist. Vyssh. Rast. 1: 214 (1933).
Etimología
Erythronium: nombre genérico que  se refiere al color de las flores de algunas de sus especies de color rojo (del griego erythros = rojo), aunque también pueden ser de color amarillo  o blanco.
caucasicum: epíteto geográfico que alude a su localización en el Cáucaso.